# Булухта (озеро)
Булухта или Го́рько-Солёное (также: Горькосолёное озеро, Горькое озеро) — соляное бессточное озеро на территории Революционного сельского поселения Палласовского района на востоке Волгоградской области России, расположено между Волгой и озером Эльтон.
В переводе с калмыцкого Булухта означает «родниковое» (калм. Булгта).
Площадь водной поверхности изменчива, согласно данным водного реестра — 77 км², в октябре 2013 года она равнялась 45 км². Площадь водосборного бассейна — 864 км².
Озеро мелкое, берега заболочены, дно илистое. Урез воды находится на отметке на 16,7 м над уровня моря. По берегам осаждён слой глауберовой соли. Берега озера сильно изрезаны, за исключением восточного. Есть множество островов, крупнейший — Малый Остров. Подъезд к озеру — только по степным дорогам. Ближайшие населённые пункты — посёлок Маяк Октября, находящийся на расстоянии 28 километров северо-западнее, и посёлок Катричев — в 32 км западнее.
На берегах озера гнездятся цапли, а также орёл-могильник — редкая птица, занесённая в Красную книгу России. По берегам многочисленные норы сусликов.

## Данные водного реестра
По данным государственного водного реестра России относится к Нижневолжскому бассейновому округу, водохозяйственный участок — реки бессточных областей левобережья Волги без бассейна оз. Эльтон. Речной бассейн — Волга от верховий Куйбышевского водохранилища до впадения в Каспийское море.
Код объекта в государственном водном реестре — 11010002711112100001088.

## Топографические карты
- Лист карты M-38-XXIII. Масштаб: 1 : 200 000. Указать дату выпуска/состояния местности.
- Лист карты M-38-XXIX. Масштаб: 1 : 200 000. Указать дату выпуска/состояния местности.